# Zemský okres v Polsku
Zemský okres byla jednotka místní samosprávy v Polsku v meziválečném období a po druhé světové válce. Byly zrušeny v roce 1975. Uvažovalo se o jejich znovuvytvoření v rámci reformy místní samosprávy, která vstoupila v platnost od roku 1999. Jeden z diskutovaných konceptů předpokládal vytvoření dvou typů okresů: městský a zemský. Nakonec byly vytvořeny okresy pouze jednoho typu a to bez jakékoli přídavného jména v názvu. 
Termín "zemský okres" platí také ve vztahu k současným okresům, nicméně to není oficiální termín.
Od roku 2014 jsou stanoveny dva druhy okresů: zemský okres (314 jednotek) a města s právy okresu, nazývané také městskými okresy (66 jednotek).